# Хайнрих фон Райнек
Хайнрих фон Райнек (на немски: Heinrich von Rheineck; † сл. 1194) е благородник от замък Райнек на Рейн при Брайзиг в Рейнланд-Пфалц.

## Произход
Той е син на бургграфа на замък Райнек († сл. 1170). Брат е на Готфрид фон Райнек († сл. 1190) и Йоханес фон Райнек († сл. 1194), който е баща на бургграф Йохан I фон Райнек († сл. 1229).

## Фамилия
Хайнрих фон Райнек се жени за Мехтхилд фон Ланщайн († сл. 1194). Те имат шест деца:
- Хайнрих I фон Райнек († пр. 1213), бургграф на Райнек, женен за Берта
- Конрад фон Райнек († 1256)
- Луфрид фон Райнек († пр. 1249)
- Арнолд фон Райнек († пр. 1249)
- Рихард фон Райнек († пр. 1249)
- Ирментруд фон Райнек († пр. 1249)

## Галерия
- Замък Райнек
- Замък Райнек, ок. 1860